# WTA Tour 2022
WTA Tour 2022 er den 52. sæson af WTA Tour, den professionelle tour for kvindelige tennisspillere, siden etableringen i 1970. Touren består af 50 turneringer fordelt i tre kategorier, samt den sæsonafsluttende turnering, WTA Finals.
Touren afvikles under COVID-19-pandemien, og kalenderen var derfor på nogle få punkter modificeret i forhold den sædvanlige sæsonkalender. Derudover offentliggjorde WTA's bestyrelsesformand Steve Simon, at alle turneringer, der var planlagt til afholdelse i Kina og Hongkong er suspenderet fra og med 2022 på grund af bekymring for tennisspilleren Peng Shuais sikkerhed og velbefindende efter hendes anklager om seksuelt krænkelse mod Zhang Gaoli, et højtstående medlem af Kinas kommunistiske parti. Derfor blev sæsonkalenderen i første omgang kun offentliggjort til og med US Open 2022. Først midt i maj blev programmet for september-oktober offentliggjort.
Tennissportens styrende organer, WTA, ATP, ITF og de fire grand slam-turneringer, tillod, at spillere fra Rusland og Hviderusland fra den 1. marts 2022 fortsat kunne deltage i turneringer på ATP Tour og WTA Tour, men de kunne indtil videre ikke stille op under landenes navne eller flag på grund af Ruslands invasion af Ukraine.
Den 3. marts 2022 offentliggjorde touren et nyt samarbejde med virksomheden Hologic, der medførte, at resten af sæsonen blev afviklet under navnet Hologic WTA Tour.

## Turneringer

### Kategorier
WTA Tour 2022 består af 50 almindelige turneringer fordelt i tre kategorier:
- 8 turneringer i kategorien WTA 1000
- 12 turneringer i kategorien WTA 500
- 30 turneringer i kategorien WTA 250

Hertil kommer den sæsonafsluttende turnering, WTA Finals.
Derudover indgår de fire grand slam-turneringer og Billie Jean King Cup også i tourens kalender, og resultaterne opnået i grand slam-turneringerne giver også point til WTA's verdensrangliste, selvom turneringerne ikke er WTA-turneringer.

### Ranglistepoint
Turneringerne er fordelt på følgende turneringskategorier med angivelse af de tilhørende ranglistepoint, spillerne opnår afhængig af deres resultater.

## Kalender
| Uge | Startdato     | Værtsby                  | Turnering                                     | Kategori             | Underlag      | Deltagere         | Præmiesum     | TFC         |
| --- | ------------- | ------------------------ | --------------------------------------------- | -------------------- | ------------- | ----------------- | ------------- | ----------- |
| 1 | 3. januar     | Adelaide                 | Adelaide International 1                      | WTA 500              | Hardcourt     | 30S / 24Q / 16D   | $             | $ 703.580   |
| 1 | 4. januar     | Melbourne                | Melbourne Summer Set 1                        | WTA 250              | Hardcourt     | 32S / 24Q / 16D   | $             | $ 239.477   |
| 1 | 4. januar     | Melbourne                | Melbourne Summer Set 2                        | WTA 250              | Hardcourt     | 32S / 24Q / 16D   | $ 239.477     | $ 239.477   |
| 2 | 10. januar    | Sydney                   | Sydney Tennis Classic                         | WTA 500              | Hardcourt     | 30S / 24Q / 16D   | $             | $ 703.580   |
| 2 | 10. januar    | Adelaide                 | Adelaide International 2                      | WTA 250              | Hardcourt     | 32S / 24Q / 16D   | $             | $ 239.477   |
| 3-4 | 17. januar    | Melbourne                | Australian Open                               | Grand slam *         | Hardcourt     | 128S / 128Q / 64D | A$ 33.784.200 | -           |
| 6 | 7. februar    | Sankt Petersborg         | St. Petersburg Ladies Trophy                  | WTA 500              | Hardcourt (i) | 32S / 32Q / 16D   | $             | $ 768.680   |
| 7 | 14. februar   | Dubai                    | Dubai Duty Free Tennis Chapionships           | WTA 500              | Hardcourt     | 32S / 48Q / 16D   | $ 768.680     | $           |
| 8 | 20. februar   | Doha                     | Qatar TotalEnergies Open                      | WTA 1000             | Hardcourt     | 56S / 32Q / 28D   | $             | $ 2.632.448 |
| 8 | 21. februar   | Guadalajara              | Abierto Akron Zapopan                         | WTA 250              | Hardcourt     | 32S / 24Q / 16D   | $             | $ 239.477   |
| 9 | 28. februar   | Monterrey                | Abierto GNP Seguros                           | WTA 250              | Hardcourt     | 32S / 24Q / 16D   | $             | $ 239.477   |
| 9 | 28. februar   | Lyon                     | Open 6e Sens                                  | WTA 250              | Hardcourt (i) | 32S / 24Q / 16D   | $             | $ 239.477   |
| 10-11 | 10. marts     | Indian Wells             | BNP Paribas Open                              | WTA 1000             | Hardcourt     | 96S / 48Q / 32D   | $             | $ 8.584.055 |
| 12-13 | 23. marts     | Miami                    | Miami Open presented by Itaú                  | WTA 1000             | Hardcourt     | 96S / 48Q / 32D   | $             | $ 8.584.055 |
| 14 | 4. april      | Charleston               | Credit One Charleston Open                    | WTA 500              | Grus          | 56S / 32Q / 16D   | $             | $ 899.500   |
| 14 | 4. april      | Bogotá                   | Copa Colsanitas presentado por Zurich         | WTA 250              | Grus          | 32S / 24Q / 16D   | $             | $           |
| 15 | 15. april     |                          | Billie Jean King Cup-kvalfikation             | Billie Jean King Cup |               | 18 hold           | -             | -           |
| 16 | 18. april     | Stuttgart                | Porsche Tennis Grand Prix                     | WTA 500              | Grus (i)      | 28S / 16Q / 16D   | €             | € 611.210   |
| 16 | 18. april     | Istanbul                 | TEB BNP Paribas Tennis Championship Istanbul  | WTA 250              | Grus          | 32S / 24Q / 16D   | $             | $ 239.477   |
| 17-18 | 28. april     | Madrid                   | Mutua Madrid Open                             | WTA 1000             | Grus          | 64S / 48Q / 30D   | €             | € 6.575.560 |
| 19 | 8. maj        | Rom                      | Internazionali BNL d'Italia                   | WTA 1000             | Grus          | 56S / 32Q / 28D   | €             | € 2.527.250 |
| 20 | 15. maj       | Rabat                    | Grand Prix SAR La Princesse Lalla Meryem      | WTA 250              | Grus          | 32S / 16Q / 16D   | $             | $ 251.750   |
| 20 | 15. maj       | Strasbourg               | Internationaux de Strasbourg                  | WTA 250              | Grus          | 32S / 16Q / 16D   | €             | € 203.024   |
| 21-22 | 22. maj       | Paris                    | Roland-Garros                                 | Grand slam *         | Grus          | 128S / 128Q / 64D | € 21.256.800  | -           |
| 23 | 6. juni       | 's-Hertogenbosch         | Libema Open                                   | WTA 250              | Græs          | 32S / 24Q / 16D   | €             | € 203.024   |
| 23 | 6. juni       | Nottingham               | Rothesay Open Nottingham                      | WTA 250              | Græs          | 32S / 24Q / 16D   | $             | $ 239.477   |
| 24 | 13. juni      | Berlin                   | bett1open                                     | WTA 500              | Græs          | 32S / 24Q / 16D   | €             | € 611.210   |
| 24 | 13. juni      | Birmingham               | Rothesay Classic Birmingham                   | WTA 250              | Græs          | 32S / 24Q / 16D   | $             | $ 251.750   |
| 25 | 19. juni      | Eastbourne               | Rothesay International Eastbourne             | WTA 500              | Græs          | 48S / 16Q / 16D   | $             | $ 757.900   |
| 25 | 19. juni      | Bad Homburg vor der Höhe | Bad Homburg Open presented by Engel & Völkers | WTA 250              | Græs          | 32S / 8Q / 16D    | €             | € 203.024   |
| 26-27 | 27. juni      | London                   | Wimbledon-mesterskaberne                      | Grand slam *         | Græs          | 128S / 128Q / 64D | £ 18.652.000  | -           |
| 28 | 11. juli      | Lausanne                 | Ladies Open Lausanne                          | WTA 250              | Grus          | 32S / 24Q / 16D   | $             | $ 251.750   |
| 28 | 11. juli      | Budapest                 | Hungarian Grand Prix                          | WTA 250              | Grus          | 32S / 24Q / 16D   | €             | € 203.024   |
| 29 | 17. juli      | Hamborg                  | Hamburg European Open                         | WTA 250              | Grus          | 32S / 24Q / 16D   | €             | € 203.024   |
| 29 | 18. juli      | Palermo                  | Palermo Ladies Open                           | WTA 250              | Grus          | 32S / 24Q / 16D   | €             | € 203.024   |
| 30 | 25. juli      | Prag                     | Livesport Prague Open                         | WTA 250              | Hardcourt     | 32S / 24Q / 16D   | $             | $ 251.750   |
| 30 | 25. juli      | Warszawa                 | BNP Paribas Poland Open                       | WTA 250              | Grus          | 32S / 24Q / 16D   | $             | $ 251.750   |
| 31 | 1. august     | San Jose                 | Mubadala Silicon Valley Classic               | WTA 500              | Hardcourt     | 28S / 16Q / 16D   | $             | $ 757.900   |
| 31 | 1. august     | Washington D.C.          | Citi Open                                     | WTA 250              | Hardcourt     | 32S / 16Q / 16D   | $             | $ 251.750   |
| 32 | 8. august     | Toronto                  | National Bank Open presented by Rogers        | WTA 1000             | Hardcourt     | 56S / 32Q / 28D   | $             | $ 2.527.250 |
| 33 | 15. august    | Cincinnati               | Western & Southern Open                       | WTA 1000             | Hardcourt     | 56S / 32Q / 28D   | $             | $ 2.527.250 |
| 34 | 21. august    | Cleveland                | Tennis in the Land                            | WTA 250              | Hardcourt     | 32S / 16Q / 16D   | $             | $ 251.750   |
| 34 | 21. august    | Granby                   | Championats Banque Nationale de Granby        | WTA 250              | Hardcourt     | 32S / 16Q / 16D   | $             | $ 251.750   |
| 35-36 | 29. august    | New York City            | US Open                                       | Grand slam *         | Hardcourt     | 128S / 128Q / 64D | $ 27.915.200  | -           |
| 37 | 12. september | Portorož                 | WTA Zavarovalnica Sava Portorož               | WTA 250              | Hardcourt     | 32S / 24Q / 16D   | €             | € 203.024   |
| 37 | 12. september | Chennai                  | Chennai Open                                  | WTA 250              | Hardcourt     | 32S / 24Q / 16D   | $             | $ 251.750   |
| 38 | 19. september | Tokyo                    | Toray Pan Pacific Open                        | WTA 500              | Hardcourt     | 28S / 24Q / 16D   | $             | $ 757.900   |
| 38 | 19. september | Seoul                    | Hana Bank Korea Open                          | WTA 250              | Hardcourt     | 32S / 24Q / 16D   | $             | $ 251.750   |
| 39 | 26. september | Parma                    | Parma Ladies Open                             | WTA 250              | Grus          | 32S / 24Q / 16D   | €             | €           |
| 39 | 26. september | Tallinn                  | Tallinn Open                                  | WTA 250              | Hardcourt (i) | 32S / 24Q / 16D   | €             | € 251.750   |
| 40 | 3. oktober    | Ostrava                  | Agel Open                                     | WTA 500              | Hardcourt (i) | 28S / 24Q / 16D   | €             | € 611.210   |
| 40 | 3. oktober    | Monastir                 | Jasmin Open Tunisia                           | WTA 250              | Hardcourt     | 32S / 24Q / 16D   | $             | $ 251.750   |
| 41 | 10. oktober   | San Diego                | San Diego Open                                | WTA 500              | Hardcourt     | 28S / 24Q / 16D   | $             | $ 757.900   |
| 41 | 10. oktober   | Cluj-Napoca              | Transylvania Open by Verdino                  | WTA 250              | Hardcourt (i) | 32S / 24Q / 16D   | $             | $ 251.750   |
| 42 | 17. oktober   | Guadalajara              | Guadalajara Open Akron                        | WTA 1000             | Hardcourt     | 56S / 32Q / 28D   | $             | $ 2.527.250 |
| 44 | 30. oktober   | Fort Worth               | WTA Finals                                    | WTA Finals           | Hardcourt (i) | 8S / 8D           | $             | $ 5.000.000 |
| 45 | 8. november   |                          | Billie Jean King Cup                          | Billie Jean King Cup | Hardcourt (i) | 12 hold           | -             | -           |
| Noter * Grand slam-turneringerne er ikke en del af WTA Tour, men de er en del af tourens kalender og giver point til WTA's verdensrangliste. ** Billie Jean King Cup er ikke en del af WTA Tour, men turneringerne er en del af tourens kalender. (i) Indendørs |               |                          |                                               |                      |               |                   |               |             |

## Finaler

### Single
| Uge | Værtsby                  | Turnering                                     | Vinder                   | Finalist                 | Finaleres.               | 1.-præmie                | 2.-præmie                |
| Grand slam-turneringer * | Grand slam-turneringer * | Grand slam-turneringer *                      | Grand slam-turneringer * | Grand slam-turneringer * | Grand slam-turneringer * | Grand slam-turneringer * | Grand slam-turneringer * |
| --- | ------------------------ | --------------------------------------------- | ------------------------ | ------------------------ | ------------------------ | ------------------------ | ------------------------ |
| 3-4 | Melbourne                | Australian Open                               | Ashleigh Barty           | Danielle Collins         | 6–3, 7–6(2)              | A$ 2.875.000             | A$ 1.575.000             |
| 21-22 | Paris                    | Roland-Garros                                 | Iga Świątek              | Cori Gauff               | 6–1, 6–3                 | € 2.200.000              | € 1.100.000              |
| 26-27 | London                   | Wimbledon-mesterskaberne                      | Jelena Rybakina          | Ons Jabeur               | 3–6, 6–2, 6–2            | £ 2.000.000              | £ 1.050.000              |
| 35-36 | New York City            | US Open                                       | Iga Świątek              | Ons Jabeur               | 6–2, 7–6(5)              | $ 2.600.000              | $ 1.300.000              |
| Sæsonafsluttende turneringer |                          |                                               |                          |                          |                          |                          |                          |
| 44 | Fort Worth               | WTA Finals                                    | Caroline Garcia          | Aryna Sabalenka          | 7–6(4), 6–4              | $ 1.570.000              | $ 750.000                |
| WTA 1000 |                          |                                               |                          |                          |                          |                          |                          |
| 8 | Doha                     | Qatar TotalEnergies Open                      | Iga Świątek              | Anett Kontaveit          | 6–2, 6–0                 | $ 380.000                | $ 224.000                |
| 10-11 | Indian Wells             | BNP Paribas Open                              | Iga Świątek              | Maria Sakkari            | 6–4, 6–1                 | $ 1.231.245              | $ 646.110                |
| 12-13 | Miami                    | Miami Open presented by Itaú                  | Iga Świątek              | Naomi Osaka              | 6–4, 6–0                 | $ 1.231.245              | $ 646.110                |
| 18 | Madrid                   | Mutua Madrid Open                             | Ons Jabeur               | Jessica Pegula           | 7–5, 0–6, 6–2            | € 1.041.570              | € 568.790                |
| 19 | Rom                      | Internazionali BNL d'Italia                   | Iga Świątek              | Ons Jabeur               | 6–2, 6–2                 | € 332.260                | € 195.813                |
| 32 | Toronto                  | National Bank Open                            | Simona Halep             | Beatriz Haddad Maia      | 6–3, 2–6, 6–3            | $ 439.700                | $ 259.100                |
| 33 | Cincinnati               | Western & Southern Open                       | Caroline Garcia          | Petra Kvitová            | 6–2, 6–4                 | $ 412.000                | $ 242.800                |
| 42 | Guadalajara              | Guadalajara Open Akron                        | Jessica Pegula           | Maria Sakkari            | 6–2, 6–3                 | $ 412.000                | $ 242.800                |
| WTA 500 |                          |                                               |                          |                          |                          |                          |                          |
| 1 | Adelaide                 | Adelaide International 1                      | Ashleigh Barty           | Jelena Rybakina          | 6–3, 6–2                 | $ 108.000                | $ 66.800                 |
| 2 | Sydney                   | Sydney Tennis Classic                         | Paula Badosa             | Barbora Krejčíková       | 6–3, 4–6, 7–6(4)         | $ 31.000                 | $ 18.037                 |
| 6 | Sankt Petersborg         | St. Petersburg Ladies Trophy                  | Anett Kontaveit          | Maria Sakkari            | 5–7, 7–6(4), 7–5         | $ 108.000                | $ 66.800                 |
| 7 | Dubai                    | Dubai Duty Free Tennis Championships          | Jeļena Ostapenko         | Veronika Kudermetova     | 6–0, 6–4                 | $ 104.180                | $ 64.800                 |
| 14 | Charleston               | Credit One Charleston Open                    | Belinda Bencic           | Ons Jabeur               | 6–1, 5–7, 6–4            | $ 158.800                | $ 98.190                 |
| 16 | Stuttgart                | Porsche Tennis Grand Prix                     | Iga Świątek              | Aryna Sabalenka          | 6–2, 6–2                 | € 93.823                 | € 58.032                 |
| 24 | Berlin                   | bett1open                                     | Ons Jabeur               | Belinda Bencic           | 6–3, 2–1 opg.            | € 93.823                 | € 58.032                 |
| 25 | Eastbourne               | Rothesay International Eastbourne             | Petra Kvitová            | Jeļena Ostapenko         | 6–3, 6–2                 | $ 116.340                | $ 71.960                 |
| 31 | San Jose                 | Mubadala Silicon Valley Classic               | Darja Kasatkina          | Shelby Rogers            | 6–7(2), 6–1, 6–2         | $ 116.340                | $ 71.960                 |
| 38 | Tokyo                    | Toray Pan Pacific Open                        | Ljudmila Samsonova       | Zheng Qinwen             | 7–5, 7–5                 | $ 116.340                | $ 71.960                 |
| 40 | Ostrava                  | Agel Open                                     | Barbora Krejčíková       | Iga Świątek              | 5–7, 7–6(4), 6–3         | € 93.823                 | € 58.032                 |
| 41 | San Diego                | San Diego Open                                | Iga Świątek              | Donna Vekić              | 6–3, 3–6, 6–0            | $ 116.340                | $ 71.960                 |
| WTA 250 |                          |                                               |                          |                          |                          |                          |                          |
| 1 | Melbourne                | Melbourne Summer Set 1                        | Simona Halep             | Veronika Kudermetova     | 6–2, 6–3                 | $ 31.000                 | $ 18.037                 |
| 1 | Melbourne                | Melbourne Summer Set 2                        | Amanda Anisimova         | Aljaksandra Sasnovitj    | 7–5, 1–6, 6–4            | $ 31.000                 | $ 18.037                 |
| 2 | Adelaide                 | Adelaide International 2                      | Madison Keys             | Alison Riske             | 6–1, 6–2                 | $ 31.000                 | $ 18.037                 |
| 8 | Guadalajara              | Abierto Akron Zapopan                         | Sloane Stephens          | Marie Bouzková           | 7–5, 1–6, 6–2            | $ 31.000                 | $ 18.037                 |
| 9 | Monterrey                | Abierto GNP Seguros                           | Leylah Fernandez         | Camila Osorio            | 6–7(5), 6–4, 7–6(3)      | $ 31.000                 | $ 18.037                 |
| 9 | Lyon                     | Open 6e Sens                                  | Zhang Shuai              | Dajana Jastremska        | 3–6, 6–3, 6–4            | € 25.000                 | € 14.545                 |
| 14 | Bogotá                   | Copa Colsanitas presentado por Zurich         | Tatjana Maria            | Laura Pigossi            | 6–3, 4–6, 6–2            | $ 29.200                 | $ 16.398                 |
| 16 | Istanbul                 | TEB BNP Paribas Tennis Championship Istanbul  | Anastasija Potapova      | Veronika Kudermetova     | 6–3, 6–1                 | $ 29.200                 | $ 16.398                 |
| 20 | Rabat                    | Grand Prix SAR La Princesse Lalla Meryem      | Martina Trevisan         | Claire Liu               | 6–2, 6–1                 | $ 33.200                 | $ 19.750                 |
| 20 | Strasbourg               | Internationaux de Strasbourg                  | Angelique Kerber         | Kaja Juvan               | 7–6(5), 6–7(0), 7–6(5)   | € 26.770                 | € 15.922                 |
| 23 | 's-Hertogenbosch         | Libema Open                                   | Jekaterina Aleksandrova  | Aryna Sabalenka          | 7–5, 6–0                 | € 26.770                 | € 15.922                 |
| 23 | Nottingham               | Rothesay Open Nottingham                      | Beatriz Haddad Maia      | Alison Riske             | 6–4, 1–6, 6–3            | $ 33.200                 | $ 19.750                 |
| 24 | Birmingham               | Rothesay Classic Birmingham                   | Beatriz Haddad Maia      | Zhang Shuai              | 5–4 opg.                 | $ 33.200                 | $ 19.750                 |
| 25 | Bad Homburg vor der Höhe | Bad Homburg Open presented by Engel & Völkers | Caroline Garcia          | Bianca Andreescu         | 6–7(5), 6–4, 6–4         | € 26.770                 | € 15.922                 |
| 28 | Lausanne                 | Ladies Open Lausanne                          | Petra Martić             | Olga Danilović           | 6–4, 6–2                 | $ 33.200                 | $ 19.750                 |
| 28 | Budapest                 | Hungarian Grand Prix                          | Bernarda Pera            | Aleksandra Krunić        | 6–3, 6–3                 | € 26.770                 | € 15.922                 |
| 29 | Hamborg                  | Hamburg European Open                         | Bernarda Pera            | Anett Kontaveit          | 6–2, 6–4                 | € 26.770                 | € 15.922                 |
| 29 | Palermo                  | Palermo Ladies Open                           | Irina-Camelia Begu       | Lucia Bronzetti          | 6–2, 6–2                 | € 26.770                 | € 15.922                 |
| 30 | Prag                     | Livesport Prague Open                         | Marie Bouzková           | Anastasija Potapova      | 6–0, 6–3                 | $ 33.200                 | $ 19.750                 |
| 30 | Warszawa                 | BNP Paribas Poland Open                       | Caroline Garcia          | Ana Bogdan               | 6–4, 6–1                 | $ 33.200                 | $ 19.750                 |
| 31 | Washington D.C.          | Citi Open                                     | Ljudmila Samsonova       | Kaia Kanepi              | 4–6, 6–3, 6–3            | $ 33.200                 | $ 19.750                 |
| 34 | Cleveland                | Tennis in the Land                            | Ljudmila Samsonova       | Aljaksandra Sasnovitj    | 6–1, 6–3                 | $ 33.200                 | $ 19.750                 |
| 34 | Granby                   | Championats Banque Nationale de Granby        | Darja Kasatkina          | Daria Saville            | 6–4, 6–4                 | $ 33.200                 | $ 19.750                 |
| 37 | Portorož                 | WTA Zavarovalnica Sava Portorož               | Kateřina Siniaková       | Jelena Rybakina          | 6–7(4), 7–6(5), 6–4      | € 26.770                 | € 15.922                 |
| 37 | Chennai                  | Chennai Open                                  | Linda Fruhvirtová        | Magda Linette            | 4–6, 6–3, 6–4            | $ 33.200                 | $ 19.750                 |
| 38 | Seoul                    | Hana Bank Korea Open                          | Jekaterina Aleksandrova  | Jeļena Ostapenko         | 7–6(4), 6–0              | $ 33.200                 | $ 19.750                 |
| 39 | Parma                    | Parma Ladies Open                             | Mayar Sherif             | Maria Sakkari            | 7–5, 6–3                 | € 26.770                 | € 15.922                 |
| 39 | Tallinn                  | Tallinn Open                                  | Barbora Krejčíková       | Anett Kontaveit          | 6–2, 6–3                 | € 26.770                 | € 15.922                 |
| 40 | Monastir                 | Jasmin Open Tunisia                           | Elise Mertens            | Alizé Cornet             | 6–2, 6–0                 | $ 33.200                 | $ 19.750                 |
| 41 | Cluj-Napoca              | Transylvania Open by Verdino                  | Anna Blinkova            | Jasmine Paolini          | 6–2, 3–6, 6–2            | $ 33.200                 | $ 19.750                 |
| Noter * Grand slam-turneringerne er ikke en del af WTA Tour, men de er en del af tourens kalender og giver point til WTA's verdensrangliste. |                          |                                               |                          |                          |                          |                          |                          |

### Double
| Uge | Værtsby                  | Turnering                                     | Vinder                                         | Finalist                                 | Finaleres.               | 1.-præmie                | 2.-præmie                |
| Grand slam-turneringer * | Grand slam-turneringer * | Grand slam-turneringer *                      | Grand slam-turneringer *                       | Grand slam-turneringer *                 | Grand slam-turneringer * | Grand slam-turneringer * | Grand slam-turneringer * |
| --- | ------------------------ | --------------------------------------------- | ---------------------------------------------- | ---------------------------------------- | ------------------------ | ------------------------ | ------------------------ |
| 3-4 | Melbourne                | Australian Open                               | Barbora Krejčíková Kateřina Siniaková          | Anna Danilina Beatriz Haddad Maia        | 6–7(3), 6–4, 6–4         | A$ 675.000               | A$ 360.000               |
| 21-22 | Paris                    | Roland-Garros                                 | Caroline Garcia Kristina Mladenovic            | Cori Gauff Jessica Pegula                | 2–6, 6–3, 6–2            | € 580.000                | € 290.000                |
| 26-27 | London                   | Wimbledon-mesterskaberne                      | Barbora Krejčíková Kateřina Siniaková          | Elise Mertens Zhang Shuai                | 6–2, 6–4                 | £ 540.000                | £ 270.000                |
| 35-36 | New York City            | US Open                                       | Barbora Krejčíková Kateřina Siniaková          | Catherine McNally Taylor Townsend        | 3–6, 7–5, 6–1            | $ 688.000                | $ 344.000                |
| Sæsonafsluttende turneringer |                          |                                               |                                                |                                          |                          |                          |                          |
| 44 | Fort Worth               | WTA Finals                                    | Veronika Kudermetova Elise Mertens             | Barbora Krejčíková Kateřina Siniaková    | 6–2, 4–6, [11–9]         | $ 340.000                | $ 190.000                |
| WTA 1000 |                          |                                               |                                                |                                          |                          |                          |                          |
| 8 | Doha                     | Qatar TotalEnergies Open                      | Cori Gauff Jessica Pegula                      | Veronika Kudermetova Elise Mertens       | 3–6, 7–5, [10–5]         | $ 111.000                | $ 62.400                 |
| 10-11 | Indian Wells             | BNP Paribas Open                              | Xu Yifan Yang Zhaoxuan                         | Asia Muhammad Ena Shibahara              | 7–5, 7–6(4)              | $ 426.010                | $ 225.980                |
| 12-13 | Miami                    | Miami Open presented by Itaú                  | Laura Siegemund Vera Zvonarjova                | Veronika Kudermetova Elise Mertens       | 7–6(3), 7–5              | $ 426.010                | $ 225.980                |
| 18 | Madrid                   | Mutua Madrid Open                             | Gabriela Dabrowski Giuliana Olmos              | Desirae Krawczyk Demi Schuurs            | 7–6(1), 5–7, [10–7]      | € 319.570                | € 173.600                |
| 19 | Rom                      | Internazionali BNL d'Italia                   | Veronika Kudermetova Anastasija Pavljutjenkova | Gabriela Dabrowski Giuliana Olmos        | 1–6, 6–4, [10–7]         | € 97.016                 | € 54.540                 |
| 32 | Toronto                  | National Bank Open                            | Coco Gauff Jessica Pegula                      | Nicole Melichar-Martinez Ellen Perez     | 6–4, 6–7(5), [10–5]      | $ 128.400                | $ 72.170                 |
| 33 | Cincinnati               | Western & Southern Open                       | Ljudmyla Kitjenok Jeļena Ostapenko             | Nicole Melichar-Martinez Ellen Perez     | 7–6(5), 6–3              | $ 120.300                | $ 67.630                 |
| 42 | Guadalajara              | Guadalajara Open Akron                        | Storm Sanders Luisa Stefani                    | Anna Danilina Beatriz Haddad Maia        | 7–6(4), 6–7(2), [10–8]   | $ 120.300                | $ 67.630                 |
| WTA 500 |                          |                                               |                                                |                                          |                          |                          |                          |
| 1 | Adelaide                 | Adelaide International 1                      | Ashleigh Barty Storm Sanders                   | Darija Jurak Schreiber Andreja Klepač    | 6–1, 6–4                 | $ 36.200                 | $ 22.000                 |
| 2 | Sydney                   | Sydney Tennis Classic                         | Anna Danilina Beatriz Haddad Maia              | Vivian Heisen Panna Udvardy              | 4–6, 7–5, [10–8]         | $ 10.800                 | $ 6.300                  |
| 6 | Sankt Petersborg         | St. Petersburg Ladies Trophy                  | Anna Kalinskaja Catherine McNally              | Alicja Rosolska Erin Routliffe           | 6–3, 6–7(5), [10–4]      | $ 36.200                 | $ 22.000                 |
| 7 | Dubai                    | Dubai Duty Free Tennis Championships          | Veronika Kudermetova Elise Mertens             | Ljudmyla Kitjenok Jeļena Ostapenko       | 6–1, 6–3                 | $ 36.200                 | $ 22.000                 |
| 14 | Charleston               | Credit One Charleston Open                    | Andreja Klepač Magda Linette                   | Lucie Hradecká Sania Mirza               | 6–2, 4–6, [10–7]         | $ 42.650                 | $ 25.900                 |
| 16 | Stuttgart                | Porsche Tennis Grand Prix                     | Desirae Krawczyk Demi Schuurs                  | Cori Gauff Zhang Shuai                   | 6–3, 6–4                 | € 31.452                 | € 19.113                 |
| 24 | Berlin                   | bett1open                                     | Storm Sanders Kateřina Siniaková               | Alizé Cornet Jil Teichmann               | 6–4, 6–3                 | € 31.452                 | € 19.113                 |
| 25 | Eastbourne               | Rothesay International Eastbourne             | Aleksandra Krunić Magda Linette                | Ljudmyla Kitjenok Jeļena Ostapenko       | w.o.                     | $ 39.000                 | $ 23.700                 |
| 31 | San Jose                 | Mubadala Silicon Valley Classic               | Xu Yifan Yang Zhaoxuan                         | Shuko Aoyama Chan Hao-Ching              | 7–5, 6–0                 | $ 39.000                 | $ 23.700                 |
| 38 | Tokyo                    | Toray Pan Pacific Open                        | Gabriela Dabrowski Giuliana Olmos              | Nicole Melichar-Martinez Ellen Perez     | 6–4, 6–4                 | $ 39.000                 | $ 23.700                 |
| 40 | Ostrava                  | Agel Open                                     | Catherine McNally Alycia Parks                 | Alicja Rosolska Erin Routliffe           | 6–3, 6–2                 | € 31.452                 | € 19.113                 |
| 41 | San Diego                | San Diego Open                                | Coco Gauff Jessica Pegula                      | Gabriela Dabrowski Giuliana Olmos        | 1–6, 7–5, [10–4]         | $ 39.000                 | $ 23.700                 |
| WTA 250 |                          |                                               |                                                |                                          |                          |                          |                          |
| 1 | Melbourne                | Melbourne Summer Set 1                        | Asia Muhammad Jessica Pegula                   | Sara Errani Jasmine Paolini              | 6–3, 6–1                 | $ 10.800                 | $ 6.300                  |
| 1 | Melbourne                | Melbourne Summer Set 2                        | Bernarda Pera Kateřina Siniaková               | Tereza Martincová Mayar Sherif           | 6–2, 6–7(7), [10–5]      | $ 10.800                 | $ 6.300                  |
| 2 | Adelaide                 | Adelaide International 2                      | Eri Hozumi Makoto Ninomiya                     | Tereza Martincová Markéta Vondroušová    | 1–6, 7–6(4), [10–7]      | $ 10.800                 | $ 6.300                  |
| 8 | Guadalajara              | Abierto Akron Zapopan                         | Kaitlyn Christian Lidzija Marozava             | Wang Xinyu Zhu Lin                       | 7–5, 6–3                 | $ 10.800                 | $ 6.300                  |
| 9 | Monterrey                | Abierto GNP Seguros                           | Catherine Harrison Sabrina Santamaria          | Han Xinyun Jana Sizikova                 | 1–6, 7–5, [10–6]         | $ 10.800                 | $ 6.300                  |
| 9 | Lyon                     | Open 6e Sens                                  | Laura Siegemund Vera Zvonarjova                | Alicia Barnett Olivia Nicholls           | 7–5, 6–1                 | € 8.710                  | € 5.080                  |
| 14 | Bogotá                   | Copa Colsanitas presentado por Zurich         | Astra Sharma Aldila Sutjiadi                   | Emina Bektas Tara Moore                  | 4–6, 6–4, [11–9]         | $ 10.300                 | $ 6.000                  |
| 16 | Istanbul                 | TEB BNP Paribas Tennis Championship Istanbul  | Marie Bouzková Sara Sorribes Tormo             | Natela Dzalamidze Kamilla Rakhimova      | 6–3, 6–4                 | $ 10.300                 | $ 6.000                  |
| 20 | Rabat                    | Grand Prix SAR La Princesse Lalla Meryem      | Eri Hozumi Makoto Ninomiya                     | Monica Niculescu Aleksandra Panova       | 6–7(7), 6–3, [10–8]      | $ 12.000                 | $ 6.700                  |
| 20 | Strasbourg               | Internationaux de Strasbourg                  | Nicole Melichar-Martinez Daria Saville         | Lucie Hradecká Sania Mirza               | 5–7, 7–5, [10–6]         | € 9.680                  | € 5.400                  |
| 23 | 's-Hertogenbosch         | Libema Open                                   | Ellen Perez Tamara Zidanšek                    | Veronika Kudermetova Elise Mertens       | 6–3, 5–7, [12–10]        | € 9.680                  | € 5.400                  |
| 23 | Nottingham               | Rothesay Open Nottingham                      | Beatriz Haddad Maia Zhang Shuai                | Caroline Dolehide Monica Niculescu       | 7–6(2), 6–3              | $ 12.000                 | $ 6.700                  |
| 24 | Birmingham               | Rothesay Classic Birmingham                   | Ljudmyla Kitjenok Jeļena Ostapenko             | Elise Mertens Zhang Shuai                | w.o.                     | $ 12.000                 | $ 6.700                  |
| 25 | Bad Homburg vor der Höhe | Bad Homburg Open presented by Engel & Völkers | Eri Hozumi Makoto Ninomiya                     | Alicja Rosolska Erin Routliffe           | 6–4, 6–7(5), [10–5]      | € 9.680                  | € 5.400                  |
| 28 | Lausanne                 | Ladies Open Lausanne                          | Olga Danilović Kristina Mladenovic             | Ulrikke Eikeri Tamara Zidanšek           | w.o.                     | $ 12.000                 | $ 6.700                  |
| 28 | Budapest                 | Hungarian Grand Prix                          | Ekaterine Gorgodze Oksana Kalasjnikova         | Katarzyna Piter Kimberley Zimmermann     | 1–6, 6–4, [10–6]         | € 9.680                  | € 5.400                  |
| 29 | Hamborg                  | Hamburg European Open                         | Sophie Chang Angela Kulikov                    | Miyu Kato Aldila Sutjiadi                | 6–3, 4–6, [10–6]         | € 9.680                  | € 5.400                  |
| 29 | Palermo                  | Palermo Ladies Open                           | Anna Bondár Kimberley Zimmermann               | Amina Ansjba Panna Udvardy               | 6–3, 6–2                 | € 9.680                  | € 5.400                  |
| 30 | Prag                     | Livesport Prague Open                         | Anastasija Potapova Jana Sizikova              | Angelina Gabujeva Anastasija Zakharova   | 6–3, 6–4                 | $ 12.000                 | $ 6.700                  |
| 30 | Warszawa                 | BNP Paribas Poland Open                       | Anna Danilina Anna-Lena Friedsam               | Katarzyna Kawa Alicja Rosolska           | 6–4, 5–7, [10–5]         | $ 12.000                 | $ 6.700                  |
| 31 | Washington D.C.          | Citi Open                                     | Jessica Pegula Erin Routliffe                  | Anna Kalinskaja Catherine McNally        | 6–3, 5–7, [12–10]        | $ 12.000                 | $ 6.700                  |
| 34 | Cleveland                | Tennis in the Land                            | Nicole Melichar-Martinez Ellen Perez           | Anna Danilina Aleksandra Krunić          | 7–5, 6–3                 | $ 12.000                 | $ 6.700                  |
| 34 | Granby                   | Championats Banque Nationale de Granby        | Alicia Barnett Olivia Nicholls                 | Harriet Dart Rosalie van der Hoek        | 5–7, 6–3, [10–1]         | $ 12.000                 | $ 6.700                  |
| 37 | Portorož                 | WTA Zavarovalnica Sava Portorož               | Marta Kostjuk Tereza Martincová                | Cristina Bucșa Tereza Mihalíková         | 6–4, 6–0                 | € 9.680                  | € 5.400                  |
| 37 | Chennai                  | Chennai Open                                  | Gabriela Dabrowski Luisa Stefani               | Anna Blinkova Natela Dzalamidze          | 6–1, 6–2                 | $ 12.000                 | $ 6.700                  |
| 38 | Seoul                    | Hana Bank Korea Open                          | Kristina Mladenovic Yanina Wickmayer           | Asia Muhammad Sabrina Santamaria         | 6–3, 6–2                 | $ 12.000                 | $ 6.700                  |
| 39 | Parma                    | Parma Ladies Open                             | Anastasia Dețiuc Miriam Kolodziejová           | Arantxa Rus Tamara Zidanšek              | 1–6, 6–3, [10–8]         | € 9.680                  | € 5.400                  |
| 39 | Tallinn                  | Tallinn Open                                  | Ljudmyla Kitjenok Nadiia Kitjenok              | Nicole Melichar-Martinez Laura Siegemund | 7–5, 4–6, [10–7]         | € 9.680                  | € 5.400                  |
| 40 | Monastir                 | Jasmin Open Tunisia                           | Kristina Mladenovic Kateřina Siniaková         | Miyu Kato Angela Kulikov                 | 6–2, 6–0                 | $ 12.000                 | $ 6.700                  |
| 41 | Cluj-Napoca              | Transylvania Open by Verdino                  | Kirsten Flipkens Laura Siegemund               | Kamilla Rakhimova Jana Sizikova          | 6–3, 7–5                 | $ 12.000                 | $ 6.700                  |
| Noter * Grand slam-turneringerne er ikke en del af WTA Tour, men de er en del af tourens kalender og giver point til WTA's verdensrangliste. |                          |                                               |                                                |                                          |                          |                          |                          |

## Verdensranglisten
WTA's verdensrangliste pr. 7. november 2022 gjaldt som rangeringen ved sæsonens afslutning.

### Single
| Plac.           | Spiller                   | Point | Turneringer |
| --------------- | ------------------------- | ----- | ----------- |
| 1.              | Iga Świątek               | 11085 | 17          |
| 2.              | Ons Jabeur                | 5055  | 18          |
| 3.              | Jessica Pegula            | 4691  | 18          |
| 4.              | Caroline Garcia           | 4375  | 23          |
| 5.              | Aryna Sabalenka           | 3925  | 21          |
| 6.              | Maria Sakkari             | 3871  | 22          |
| 7.              | Coco Gauff                | 3646  | 19          |
| 8.              | Darja Kasatkina           | 3435  | 23          |
| 9.              | Veronika Kudermetova      | 2795  | 20          |
| 10.             | Simona Halep              | 2661  | 15          |
| 11.             | Madison Keys              | 2417  | 20          |
| 12.             | Belinda Bencic            | 2365  | 19          |
| 13.             | Paula Badosa              | 2363  | 21          |
| 14.             | Danielle Collins          | 2292  | 14          |
| 15.             | Beatriz Haddad Maia       | 2215  | 26          |
| 16.             | Petra Kvitová             | 2097  | 19          |
| 17.             | Anett Kontaveit           | 2093  | 16          |
| 18.             | Jeļena Ostapenko          | 1986  | 19          |
| 19.             | Jekaterina Aleksandrova   | 1910  | 20          |
| 20.             | Ljudmila Samsonova        | 1910  | 20          |
| 21.             | Barbora Krejčíková        | 1877  | 18          |
| 22.             | Jelena Rybakina           | 1860  | 22          |
| 23.             | Amanda Anisimova          | 1746  | 15          |
| 24.             | Zhang Shuai               | 1705  | 33          |
| 25.             | Zheng Qinwen              | 1642  | 21          |
| 26.             | Marie Bouzková            | 1607  | 16          |
| 27.             | Viktorija Azarenka        | 1597  | 14          |
| 28.             | Martina Trevisan          | 1570  | 25          |
| 29.             | Elise Mertens             | 1475  | 23          |
| 30.             | Kaia Kanepi               | 1435  | 21          |
| 31.             | Aljaksandra Sasnovitj     | 1428  | 21          |
| 32.             | Karolína Plíšková         | 1426  | 19          |
| 33.             | Ajla Tomljanovic          | 1365  | 23          |
| 34.             | Irina-Camelia Begu        | 1347  | 17          |
| 35.             | Jil Teichmann             | 1336  | 21          |
| 36.             | Alizé Cornet              | 1328  | 22          |
| 37.             | Sloane Stephens           | 1244  | 17          |
| 38.             | Sorana Cîrstea            | 1236  | 21          |
| 39.             | Petra Martić              | 1203  | 18          |
| 40.             | Leylah Fernandez          | 1193  | 15          |
| 41.             | Alison Riske-Amritraj     | 1180  | 20          |
| 42.             | Naomi Osaka               | 1122  | 13          |
| 43.             | Anastasija Potapova       | 1119  | 25          |
| 44.             | Bernarda Pera             | 1097  | 21          |
| 45.             | Bianca Andreescu          | 1066  | 12          |
| 46.             | Shelby Rogers             | 1065  | 18          |
| 47.             | Kateřina Siniaková        | 1065  | 23          |
| 48.             | Ana Bogdan                | 1062  | 23          |
| 49.             | Magda Linette             | 1030  | 28          |
| 50.             | Wang Xiyu                 | 999   | 23          |
| 51.             | Julija Putintseva         | 995   | 19          |
| 52.             | Anhelina Kalinina         | 982   | 23          |
| 53.             | Daria Saville             | 981   | 19          |
| 54.             | Alison Van Uytvanck       | 925   | 17          |
| 55.             | Garbiñe Muguruza          | 923   | 17          |
| 56.             | Lucia Bronzetti           | 906   | 28          |
| 57.             | Madison Brengle           | 888   | 26          |
| 58.             | Anna Kalinskaja           | 886   | 20          |
| 59.             | Jasmine Paolini           | 880   | 26          |
| 60.             | Claire Liu                | 880   | 25          |
| 61.             | Jule Niemeier             | 864   | 24          |
| 62.             | Zhu Lin                   | 863   | 28          |
| 63.             | Mayar Sherif              | 861   | 23          |
| 64.             | Rebecca Marino            | 859   | 23          |
| 65.             | Elisabetta Cocciaretto    | 855   | 24          |
| 66.             | Sara Sorribes Tormo       | 841   | 20          |
| 67.             | Camila Giorgi             | 836   | 17          |
| 68.             | Tatjana Maria             | 829   | 31          |
| 69.             | Donna Vekić               | 827   | 18          |
| 70.             | Marta Kostjuk             | 814   | 20          |
| 71.             | Anna Bondár               | 809   | 29          |
| 72.             | Nuria Párrizas Díaz       | 802   | 27          |
| 73.             | Tereza Martincová         | 800   | 24          |
| 74.             | Yuan Yue                  | 793   | 30          |
| 75.             | Emma Raducanu             | 786   | 20          |
| 76.             | Diane Parry               | 781   | 31          |
| 77.             | Viktorija Golubic         | 779   | 25          |
| 78.             | Linda Fruhvirtová         | 778   | 20          |
| 79.             | Danka Kovinić             | 756   | 21          |
| 80.             | Anna Blinkova             | 750   | 31          |
| 81.             | Maryna Zanevska           | 749   | 20          |
| 82.             | Camila Osorio             | 744   | 20          |
| 83.             | Panna Udvardy             | 739   | 38          |
| 84.             | Julia Grabher             | 720   | 31          |
| 85.             | Dalma Gálfi               | 716   | 27          |
| 86.             | Lauren Davis              | 706   | 24          |
| 87.             | Tamara Zidanšek           | 695   | 21          |
| 88.             | Kaja Juvan                | 691   | 18          |
| 89.             | Tamara Korpatsch          | 684   | 28          |
| 90.             | Viktorija Tomova          | 681   | 29          |
| 91.             | Linda Nosková             | 677   | 18          |
| 92.             | Wang Qiang                | 676   | 18          |
| 93.             | Kamilla Rakhimova         | 663   | 29          |
| 94.             | Catherine McNally         | 661   | 24          |
| 95.             | Varvara Gratjeva          | 658   | 35          |
| 96.             | Ysaline Bonaventure       | 651   | 25          |
| 97.             | Wang Xinyu                | 641   | 28          |
| 98.             | Harriet Dart              | 635   | 25          |
| 99.             | Markéta Vondroušová       | 633   | 12          |
| 100.            | Anna Karolína Schmiedlová | 620   | 28          |
| Danske spillere |                           |       |             |
| 128.            | Clara Tauson              | 477   | 16          |
| 272.            | Sofia Samavati            | 225   | 15          |
| 381.            | Olga Helmi                | 134   | 16          |
| 620.            | Johanne Svendsen          | 53    | 7           |
| 1001.           | Olivia Gram               | 14    | 6           |
| 1045.           | Rebecca Munk Mortensen    | 12    | 2           |
| 1048.           | Hannah Viller Møller      | 12    | 3           |
| 1067.           | Elena Jamshidi            | 12    | 10          |
| 1244.           | Divine Nweke              | 6     | 4           |

| Plac.           | Spiller                  | Point | Turneringer |
| --------------- | ------------------------ | ----- | ----------- |
| 1.              | Kateřina Siniaková       | 6890  | 12          |
| 2.              | Veronika Kudermetova     | 6035  | 15          |
| 3.              | Barbora Krejčíková       | 5937  | 10          |
| 4.              | Coco Gauff               | 5360  | 15          |
| 5.              | Elise Mertens            | 5310  | 16          |
| 6.              | Jessica Pegula           | 5160  | 16          |
| 7.              | Gabriela Dabrowski       | 4740  | 21          |
| 8.              | Giuliana Olmos           | 4650  | 23          |
| 9.              | Ljudmyla Kitjenok        | 4300  | 22          |
| 10.             | Storm Sanders            | 4265  | 15          |
| 11.             | Anna Danilina            | 4220  | 33          |
| 12.             | Yang Zhaoxuan            | 4180  | 21          |
| 13.             | Beatriz Haddad Maia      | 4150  | 20          |
| 14.             | Jeļena Ostapenko         | 4020  | 17          |
| 15.             | Xu Yifan                 | 3975  | 21          |
| 16.             | Desirae Krawczyk         | 3805  | 24          |
| 17.             | Demi Schuurs             | 3685  | 19          |
| 18.             | Kristina Mladenovic      | 3650  | 11          |
| 19.             | Nicole Melichar-Martinez | 3645  | 19          |
| 20.             | Ellen Perez              | 3460  | 20          |
| 21.             | Catherine McNally        | 3396  | 12          |
| 22.             | Ena Shibahara            | 2820  | 17          |
| 23.             | Shuko Aoyama             | 2680  | 23          |
| 24.             | Sania Mirza              | 2590  | 15          |
| 25.             | Zhang Shuai              | 2575  | 22          |
| 26.             | Caroline Garcia          | 2561  | 4           |
| 27.             | Laura Siegemund          | 2435  | 11          |
| 28.             | Asia Muhammad            | 2375  | 18          |
| 29.             | Lucie Hradecká           | 2305  | 20          |
| 30.             | Kirsten Flipkens         | 2220  | 18          |
| 31.             | Vera Zvonarjova          | 2191  | 9           |
| 32.             | Erin Routliffe           | 2180  | 26          |
| 33.             | Taylor Townsend          | 2107  | 5           |
| 34.             | Alicja Rosolska          | 2105  | 23          |
| 35.             | Caroline Dolehide        | 2046  | 9           |
| 36.             | Andreja Klepač           | 1768  | 20          |
| 37.             | Eri Hozumi               | 1750  | 28          |
| 38.             | Sara Sorribes Tormo      | 1702  | 13          |
| 39.             | Makoto Ninomiya          | 1658  | 24          |
| 40.             | Chan Hao-Ching           | 1640  | 23          |
| 41.             | Anastasija Potapova      | 1607  | 18          |
| 42.             | Alexa Guarachi           | 1595  | 21          |
| 43.             | Ulrikke Eikeri           | 1580  | 31          |
| 44.             | Kimberley Zimmermann     | 1564  | 32          |
| 45.             | Magda Linette            | 1539  | 11          |
| 46.             | Marta Kostjuk            | 1523  | 11          |
| 47.             | Monica Niculescu         | 1455  | 21          |
| 48.             | Tereza Mihalíková        | 1445  | 28          |
| 49.             | Miyu Kato                | 1425  | 26          |
| 50.             | Anna Bondár              | 1396  | 20          |
| Danske spillere |                          |       |             |
| 700.            | Olivia Gram              | 55    | 5           |
| 731.            | Olga Helmi               | 49    | 4           |
| 848.            | Clara Tauson             | 34    | 7           |
| 1116.           | Divine Nweke             | 18    | 10          |
| 1199.           | Hannah Viller Møller     | 14    | 2           |
| 1256.           | Johanne Svendsen         | 12    | 3           |
| 1335.           | Sara Børkop              | 10    | 2           |
| 1396.           | Elena Jamshidi           | 9     | 4           |

## Priser
WTA Awards 2022 blev uddelt til følgende modtagere.
| Pris                                  | Vinder                                   | Ref.   |
| ------------------------------------- | ---------------------------------------- | ------ |
| WTA Nr. 1                             | Iga Świątek                              | [ 8 ]  |
| WTA Double Nr. 1                      | Kateřina Siniaková                       | [ 8 ]  |
| Årets spiller                         | Iga Świątek                              | [ 9 ]  |
| Årets doublepar                       | Barbora Krejčíková og Kateřina Siniaková | [ 9 ]  |
| Årets mest forbedrede spiller         | Beatriz Haddad Maia                      | [ 9 ]  |
| Årets "newcomer"                      | Zheng Qinwen                             | [ 9 ]  |
| Årets comeback-spiller                | Tatjana Maria                            | [ 9 ]  |
| Karen Krantzcke Sportsmanship Award   | Ons Jabeur                               | [ 9 ]  |
| Peachy Kellmeyer Player Service Award | Gabriela Dabrowski                       | [ 9 ]  |
| Jerry Diamond ACES Award              | Maria Sakkari                            | [ 9 ]  |
| Karen Krantzcke Sportsmanship Award   | Ons Jabeur                               | [ 9 ]  |
| Årets træner                          | David Witt (Jessica Pegulas træner)      | [ 9 ]  |
| Årets WTA 1000-turnering              | BNP Paribas Open (Indian Wells)          | [ 10 ] |
| Årets WTA 500-turnering               | Credit One Charleston Open               | [ 10 ] |
| Årets WTA 250-turnering               | Transylvania Open (Cluj-Napoca)          | [ 10 ] |
| Årets slag                            | Iga Świątek                              | [ 11 ] |